# حمم كريك توف
حمم كريك توف هو تشكيل طوف في وايومنغ، مونتانا وأيداهو، الولايات المتحدة، تم إنشاؤه خلال ثوران حمم كريك منذ حوالي 630 ألف عام، والتي شكلت كالديرا يلوستون.
يتم توزيع الحمم في نمط شعاعي حول كالديرا ويتكون من 1000 كيلومتر مكعب (240 متر مكعب) من الجنابات. تم الكشف عن الحمم عن طريق التعرية في«كوف كليف» على طول نهرغيبون.
يتراوح لون حمم كريك توف من الرمادي الفاتح إلى الأحمر الباهت في بعض المناطق. يتراوح نسيج الصخور من الحبيبات الدقيقة إلى الحبيبات وهي ملحومة بكثافة. يبلغ الحد الأقصى لسمك طبقة الطوف حوالي 180-200 متر (590-660 قدمًا).